# Banskula californica
Banksula californica – gatunek kosarza z podrzędu Laniatores i rodziny Phalangodidae.

## Opis
Kosarze te posiadają długość ciała poniżej 2 mm. Guzek oczny jest u nich niski i pozbawiony siatkówek. Uda samców wyraźnie powiększone.

## Biologia
Brak danych na temat trybu życia. Gatunek troglofilny.

## Występowanie
Banksula californica jest kalifornijskim endemitem, znanym tylko z jednego stanowiska, Jaskini Alabastrowej w hrabstwie El Dorado.

## Zagrożenie
Jedyne znane stanowisko uległo częściowemu zniszczeniu w wyniku działalności górniczej, w związku z czym możliwe jest, że gatunek uległ wymarciu. Ponieważ jaskinia została opieczętowana betonem, nie ma obecnie możliwości przeprowadzenia badań.